# Аноним (остров)
Аноним (фр. Île Anonyme) — остров в западной части Индийского океана, входящий в группу Внутренних Сейшельских островов, принадлежащий государству Сейшельские Острова.
Остров Аноним находится в частном владении дочки президента Сейшельских островов (на 18 декабря 2011 года).

## География
Расположен в 700 метрах от восточного побережья острова Маэ. Площадь острова 40 акров (0,096 км²). Окружëн коралловыми рифами.
На этом небольшом кусочке суши есть пальмовые рощи, густые тропические леса, небольшие холмы, пещеры и уютные бухточки с белоснежным песком.

## Климат
Климат острова — субэкваториальный морской. Океан и дующие с него ветры оказывают сильное влияние на погоду, и это спасает от сильной жары. Здесь круглый год лето, температура редко опускается ниже + 25 °C. Дожди идут с начала декабря до середины февраля, они обычно сильные, но кратковременные. Вода тёплая круглый год, температура воды не опускается ниже + 28 °C.

## Природа
На острове есть удивительные в своём роде растения, которые не растут больше нигде. Кроме того, водятся большие черепахи, возраст которых достигает около 200 лет. В сентябре эти животные откладывают яйца, а в марте можно увидеть только что родившееся черепашье потомство.

## История
Остров получил своё название от парусного судна, которое совершало рейсы между островами Иль-де-Франс и Бурбон.